# Omar Linares

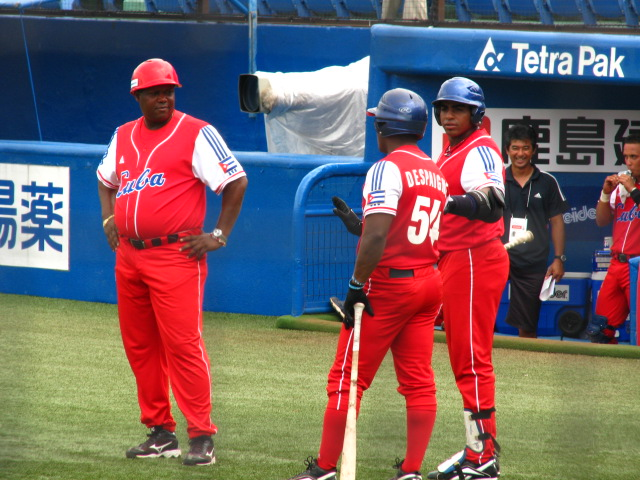
Omar Linares

Omar Linares Izquierdo (* 23. Oktober 1967 in Pinar del Río, Kuba) ist ein ehemaliger kubanischer Baseballspieler und zweifacher Olympiasieger.
Linares spielte Third Baseman bei der kubanischen Baseballnationalmannschaft und bei Pinar del Río in der kubanischen Baseball-Liga. Er wird als einer der größten kubanischen Baseballspielern aller Zeiten angesehen. Weil er bereits im Alter von 17 Jahren für die Nationalmannschaft spielte, ist er in der Öffentlichkeit auch als El Niño bekannt, was „das Kind“ bedeutet.
Für das Baseball-Team in Pinar del Río spielte er insgesamt 20 Saisons. In seiner Karriere kam er auf eine Trefferquote von .368, was dem zweitbesten Wert in der Geschichte entspricht. Er erzielte insgesamt 404 Home Runs, 1547 Runs batted in und 264 stolen Bases.
Am Ende seiner Karriere verbrachte er noch drei Spielzeiten für die Chūnichi Dragons, die in der japanischen Central League spielen. Er ist 2002 zurückgetreten.
Linares spielte bei den ersten drei offiziellen olympischen Baseballturnieren mit und gewann mit der kubanischen Nationalmannschaft zwei Goldmedaillen (1992 und 1996) und eine Silbermedaille (2000). Er erreichte dabei außerordentliche Spielerwerte. Seine Trefferquote an Olympischen Spielen ist .444, er hält den olympischen Rekord für die meisten Hits (51), die meisten at bats (115) und die meisten Home Runs (14). Er ist auch der einzige Baseballspieler, der 27 olympische Spiele absolviert hat.